# Andreas Münger
Andreas Münger est un joueur international suisse de rink hockey. Il évolue, en 2015, au sein du Montreux HC.

## Palmarès
En 2015, il participe au championnat du monde de rink hockey en France.